# Daniel Sorano
Daniel Sorano (Toulouse, 1920. december 14. – Amszterdam, 1962. május 17.) francia színpadi és filmszínész, kiváló jellemábrázoló tehetség, Cyrano de Bergerac alakjának kiemelkedő színpadi megformálója. Másfél évtizednél alig hosszabb színészi munkássága alatt számos klasszikus színpadi és filmszerepeket játszott el, köztük Richelieu bíborost A három testőr 1961-es klasszikus francia filmváltozatában.

## Élete

### Származása
Daniel Sorano Toulouse-ban született. Édesapja, Gabriel Sorano francia gyarmati főtisztviselő volt, a dakari feljebbviteli bírósági főjegyzője. Édesanyja Marie Michas szenegáli „signare” származású lány volt. A portugál „senhora”-ból átszármazott szóval jelölték azokat a fekete vagy mesztic (métis) nőket, akik Szenegál  délnyugati tengerpartján (Petite-Côte) működő gyarmatos kereskedelmi telephelyeken éltek, Rufisque-ben, Saint-Louis-ban és a Gorée-szigeten. Anyjának egyik őse is a „signare” származású mesztic Marianne Blanchot volt, François Blanchot de Verly-nek (1735-1807), Szenegál francia gyarmati kormányzójának leánya.

### Pályakezdése
A toulouse-i konzervatóriumban több szakon is diplomát szerzett. Itt ismerkedett meg jövendőbelijével, Suzanne Deilhes-szel. Mivel a konzervatóriumban énekesi képzettséget is szerzett, ez először a színpadi vígjátékok felé irányította. 1945-ben a Grenier de Toulouse társulatához szegődött. Maurice Sarrazin rendező Plautus: A karthágói c. darabjában küldte színpadra, amely sikert hozott a fiatal színházi társulatok versenyén. A kor neves francia színpadi egyéniségeivel játszott együtt, Simone Turck-kel, Pierre Mirat-val, André Thorent-nal, Maurice Germain-nel, Jean Bousquet-val. Shakespeare: A makrancos hölgy c. vígjátékéban Biondello néma szerepét játszotta, de a kritikusok így is felfigyeltek kifejező játékára és szuggesztív gesztusaira.

### Jean Vilar munkatársa

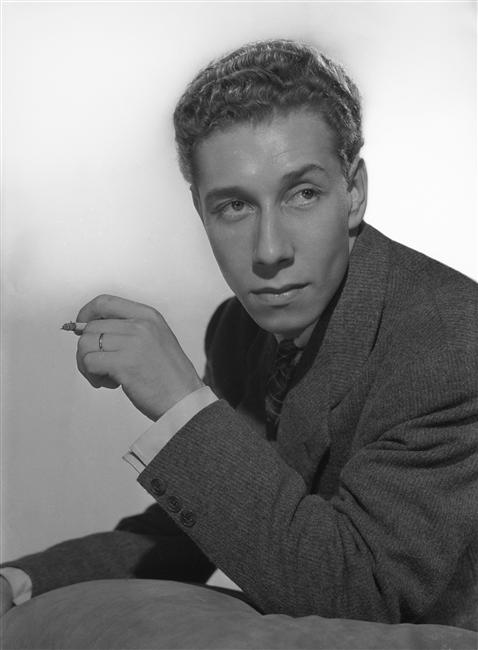
Portréja 1946-ból (Harcourt Stúdió)

1952-ben átment a párizsi Théâtre national populaire (TNP) társulatához. Jean Vilar rendező-színigazgató La Flèche szerepét adta neki Molière: A fösvény c. vígjátékában. Sorano bizonyította kiemelkedő tehetségét, a következő években Vilar fontos szerepek sorát bízta rá.
1952-ben játszotta Sorostratát Jean Vauthier: Az új Mandragora c. színművében, 1953-ban Sganarelle-t Molière: Don Juanjában, Giomót Musset Lorenzaccio-jában, Robert urat Molière: Botcsinálta doktor-ában, katonatisztet Kleist Homburg hercegében és Ergó polgártársat Büchner: Danton halálában. 1954-ben York hercegét játszotta Shakespeare: II. Richárdjában, a lelkészt Brecht: Kurázsi mamájában, Don César de Bazan-t Victor Hugo: Ruy Blas c. tragédiájában, a kapuőrt Shakespeare Macbethjében.
Az 1954-től kezdve rendszeresen megrendezett Avignoni Fesztiválon a Théâtre national populaire (TNP) társulata állt a középpontban, Sorano a TNP „nagy generációjának” tagjaként együtt játszott Gérard Philipe-pel, Jean-Pierre Darras-szal, Georges Wilsonnal, Jean Topart-ral, Philippe Noiret-vel, Michel Galabruvel, Bernard Blier-vel és Maria Casarès-szel. A TNP társulatával az avignoni fesztiválon 16 színmű előadásaiban szerepelt, klasszikus és kortárs szerepekben egyaránt. 
1955-ben Jean Vilar rendezésében Mascarille-t játszotta Moliére: Szeleburdijában, Joshua Farnaby-t Victor Hugo Tudor Mária drámájában, et Arlequint Marivaux: A szerelem diadalában. 1956-ban Beaumarchais: Figaro házasságában a címszerepet adta. A saját rendezésében színre vitt Moliére: A képzelt betegben Argant játszotta. Kiemelkedő Scapin, Sganarelle és Mascarille-alakításai révén valódi Moliére-specialistaként tartották számon. 1945 és 1962 között 44 franciaországi színházban lépett fel. Fennmaradtak hanglemezfelvételei és 90-nél több rádiószínházi felvétele.

### „Sorano de Bergerac”
Színpadi munkája mellett már 1950-ről fokozatosan kezdett filmezni is. 1960-ban alakította először Cyrano de Bergerac szerepét a Claude Barma által rendezett, az RTF által sugárzott  színpadi tévéfilmben, ahol Roxanne-t Françoise Christophe, Christiant Michel Le Royer, Le Bret-t Jean Topart, Ragueneau-t Michel Galabru, Lignière-t Philippe Noiret, Guiche grófját Jean Deschamps játszotta. Az alakítás nagy sikert aratott, Sorano színészi stílusa referenciává vált, ez vált életének leghíresebb alakításává. Őt magát a sajtó „Sorano de Bergerac” vagy a „Dakari Cyrano” (Cyrano de Dakar) becenevekkel ruházta fel. Színpadon viselt műorrát Jean Saintout, a kor hírneves maszkmestere és bábukészítője alkotta.
Luchino Visconti névtelen szereplőként betette Dommage qu’elle soit une putain című 1961-es filmjébe, a főszereplő Romy Schneider, Alain Delon és Silvia Monfort mellett. A történet John Ford ’Tis Pity She’s a Whore című  1633-as drámájából készült. (Ennek magyar címváltozatai: Kár, hogy ká vagy Kár, hogy bestia).
A három testőr c. Dumas-regény két francia filmváltozatában is szerepelt, két különböző karakterszerepben. Claude Barma rendező 1959-es filmjében Porthos szerepét játszotta, a főszereplő Jean-Paul Belmondo, mint D’Artagnan mellett. Bernard Borderie rendező 1961-es kétrészes klasszikus kalandfilmjében (A három testőr: A királyné nyakéke és A három testőr: A Milady bosszúja), a gonosz intrikus intrikusnak ábrázolt Richelieu bíborost alakította.

### Magánélete

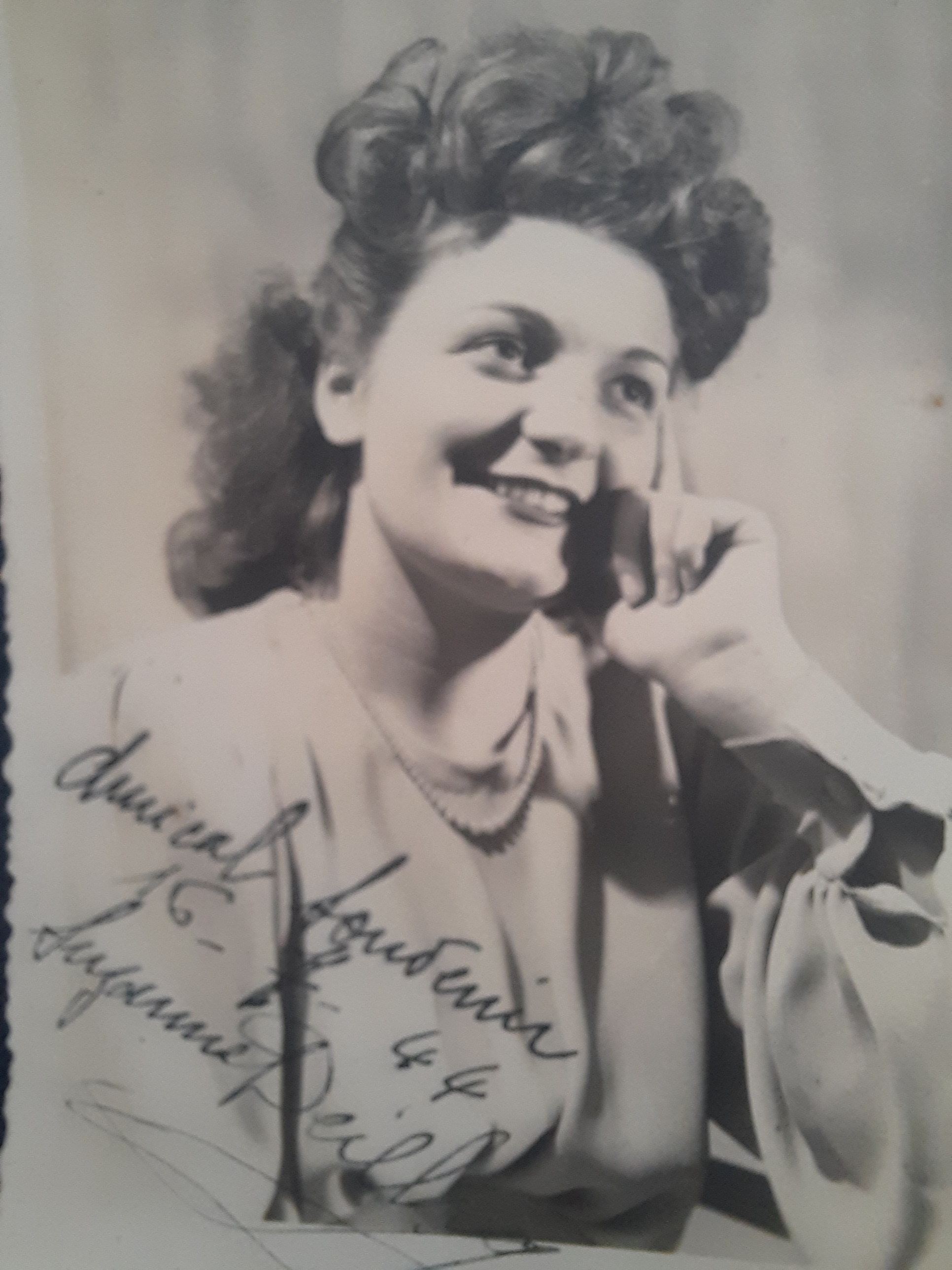
Felesége, Suzanne Deilhes

Az 1940-es évek közepén Suzanne Deilhes-t (1923–2003), az operettszínház énekesnőjét vette feleségül. Három közös gyermekük született.
Sorano jó barátságot ápolt két évvel fiatalabb színésztársával, Gérard Philipe-pel (1922–1959), aki még nála is rövidebb életet élt, 36 évesen halt meg.

### Halála
1962-ben Párizs és Amszterdam között ingázott, Párizsban két folyamatos esti színházi eladást csinált, közben Amszterdamban forgatta Serge Hanin rendező Le scorpion című történelmi kalandfilmjében a kardforgató Peter Carl szerepét. Közben már elvállalta Luchino Visconti rendező felkérését A párduc című film címszerepére, Don Fabrizio Salina herceg szerepére, ennek forgatása is 1962-ben kezdődött.
A Scorpion utolsó jeleneteinek forgatása közben Sorano Amszterdamban váratlanul meghalt, feltehetően szívmegállás következtében. Az első sajtójelentések halálos balesetről írtak, mivel a kardvívó jelenetben viselt ingét, szerepének megfelelően, jól látható művér-foltok borították. A 41 éves, népszerű és munkabíró színész hirtelen halálának körülményei a sajtóban ingerült vitát generáltak.
Soranót a Vaucluse megyei Pernes-les-Fontaines-ben temették el, felesége családjának kriptájában, nagy alakításának, Cyrano de Bergeracnak jelmezében és színpadi kardjával. Sorano még életében, egy interjúban kifejezte kívánságát, hogy így temessék el, követve jóbarátjának, az 1959-ben elhunyt Gérard Philipe-nek példáját, aki a Cid címszereplőjének, Don Rodrigo lovagnak jelmezében kérte magát eltemetni. Özvegye csak Sorano kalapját és színpadi műorrát tartotta meg emlékül. Visconti A párduc című filmjének címszerepét Burt Lancaster kapta meg.

### Emlékezete

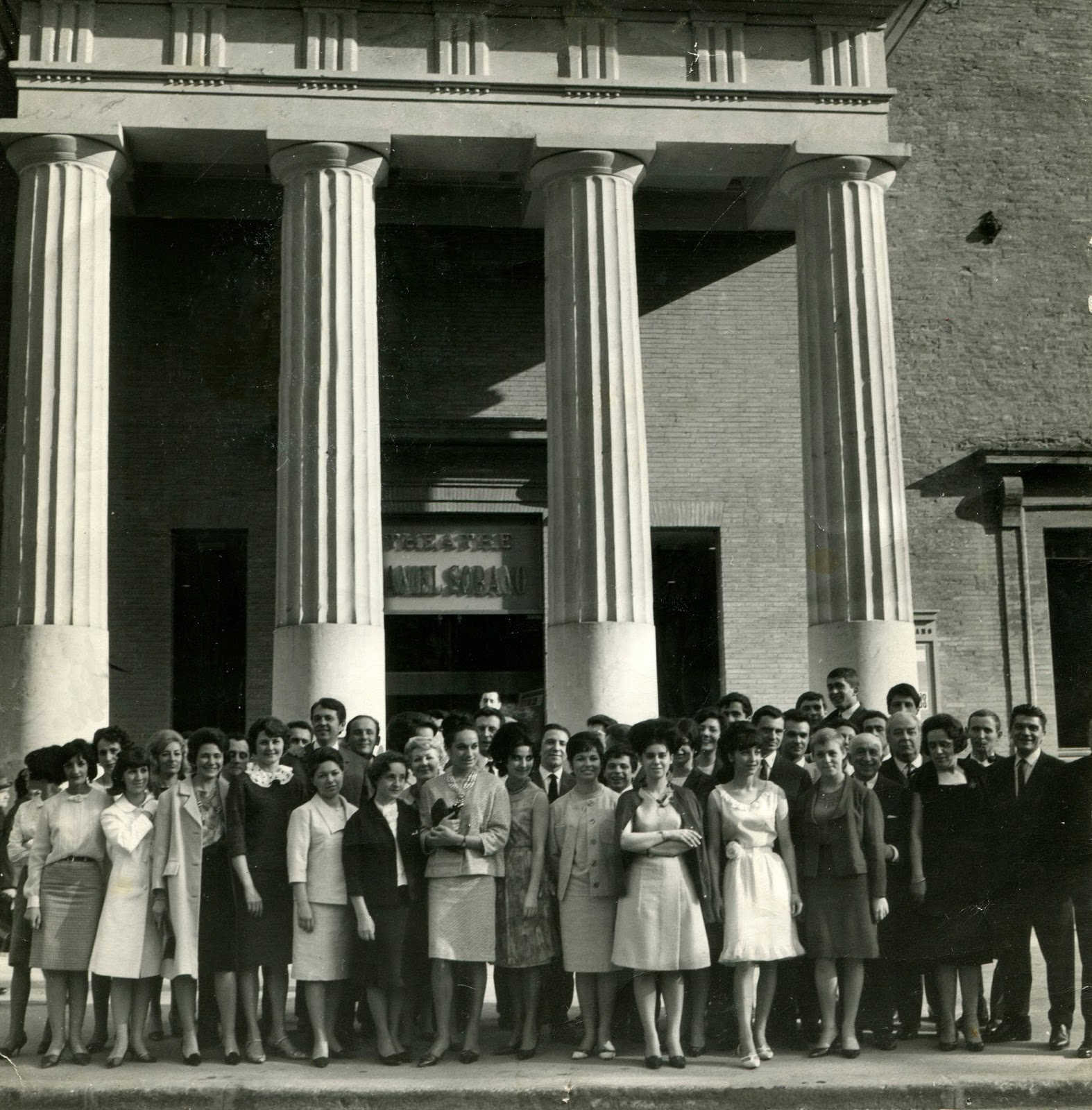
A toulouse-i Daniel Sorano Színház megnyitó ünnepsége (1964)

Emlékére a Toulouse-i Tudományos és Művészeti Akadémia – későbbi nevén Languedoc-i Akadémia – megalapította a Daniel Sorano-díjat, amelyet kiemelkedő színpadi színészi munkásságért adományoztak. Az egyik díjazott Philippe Caubère volt. A 2020-as díjat Mathilde Mosnier színésznő kapta meg Henri Cousse-tól, az Akadémia elnökétől.
Sorano nevét több színház és előadóterem őrzi:
- 1963-ban Vincennes-ben (Val-de-Marne megye) megnyitották az Espace Daniel-Sorano multikulturális előadótermet(wd).[10]
- 1964-ben Toulouse-ban megnyitották a Daniel Sorano Színházat(wd). Társulatának Tchéky Karyo is tagja volt.
- 1965-ben Dakarban Léopold Sédar Senghor(wd), Szenegál első köztársasági elnöke felavatta Szenegál nemzeti színházát, a Théâtre national Daniel-Sorano-t(wd), megemlékezve a színész szenegáli gyökereiről.[11][12][13]
- A touousie-i akadémia Pins-Justaret-ben működő kollégiuma (Haute-Garonne megye), Daniel Sorano nevét viseli.[14]

## Főbb filmszerepei
- 1950: Vendetta en Camargue; Daniel Tiersot
- 1951: Ce coquin d’Anatole; Anatole
- 1953: Alerte au sud; Serge Depoigny
- 1954: La nuit d’Austerlitz, tévéfilm; Nestor Burma
- 1955: A nagy hadgyakorlat (Les grandes manoeuvres); vívómester
- 1957: Gengszterek (Les truands); csapos
- 1958: La fille de Hambourg; Jean-Marie
- 1959: Le vent se lève; Mathias
- 1959: Macbeth, tévéfilm; Macbeth
- 1959: A három testőr (Les trois mousquetaires), tévéfilm; Porthos
- 1959: Constantin, roi des jardiniers, tévéfilm; a nagyherceg
- 1960: Marche ou crève; Milan
- 1960: Hamlet dán királyfi (Hamlet, Prince de Danemark), tévéfilm; Claudius
- 1960: Cyrano de Bergerac, tévéfilm; Cyrano
- 1961: A három testőr I. A királyné nyaklánca(wd) (Les trois mousquetaires: Les ferrets de la reine); Richelieu bíboros
- 1961: A három testőr II. A Milady bosszúja(wd) (Les trois mousquetaires: La vengeance de Milady); Richelieu bíboros
- 1962: Othello, tévéfilm; Othello
- 1962: Le scorpion; Peter Carl

## További információ
- Daniel Sorano a PORT.hu-n (magyarul)
- Daniel Sorano az Internetes Szinkronadatbázisban (magyarul)
- Daniel Sorano az Internet Movie Database-ben (angolul)
- Daniel Sorano a Rotten Tomatoeson (angolul)
- Daniel Sorano. Filmkatalógus.hu (magyarul)
- Daniel Sorano az AlloCiné weboldalán (franciául)
- Daniel Sorano Profile (angol / francia nyelven). famousfix.com. (Hozzáférés: 2023. január 18.)